# Telekommunikations-Datenschutzverordnung
Die Telekommunikations-Datenschutzverordnung war eine bis 2004 gültige Verordnung der deutschen Bundesregierung, in der der Schutz personenbezogener Daten durch Telekommunikationsanbieter geregelt war. Sie war im Jahr 2000 auf Grundlage des Telekommunikationsgesetzes erlassen worden und löste die Telekommunikationsdienstunternehmen-Datenschutzverordnung ab.
Festgelegt wurde, welche Verbindungsdaten von Diensteanbietern – z. B. der Deutschen Telekom – gespeichert werden durften und wann sie wieder zu löschen waren. Es fanden sich auch Regelungen zum Einzelverbindungsnachweis, zur Rufnummernübermittlung sowie zu Telefonbucheinträgen und der Telefonauskunft.
Im Jahr 2004 wurden die wesentlichen Regelungen der Telekommunikations-Datenschutzverordnung in das Telekommunikationsgesetz (TKG 2004) aufgenommen. Der Datenschutz im Telekommunikationsbereich ist seitdem in den §§ 91–107 TKG 2004 geregelt.
Mit der Integration der Datenschutzregelungen in das Telekommunikationsgesetz wurde einem langjährigen Anliegen von Datenschützern Rechnung getragen. Diese hatten gefordert, den Datenschutz in der Telekommunikation durch ein vom Bundestag beschlossenes formelles Gesetz und nicht nur durch eine ministerielle Verordnung zu regeln.
Die Telekommunikations-Datenschutzverordnung trat am 26. Juni 2004 außer Kraft (§ 152 Abs. 2 TKG).